# Avenida Brás Leme
A Avenida Brás Leme é uma via de ligação da zona norte de São Paulo e foi denominada através do Decreto 5.836/64 pelo prefeito Francisco Prestes Maia.
Recebeu o nome de um bandeirante paulista, Brás Esteves Leme, que realizou expedições a Minas Gerais com o propósito de encontrar esmeraldas (século XVII).

## História e características
Ela foi construída em 1970, inicia-se como continuação da Ponte da Casa Verde e termina na Rua Voluntários da Pátria, em Santana. Parte da avenida está no distrito de Casa Verde e parte no de Santana, sendo que nas proximidades da via estão o bairros Jardim São Bento e Vila Baruel entre outros. Há também o aeroporto Campo de Marte, o Sambódromo e o futuro Parque Campo de Marte.
A avenida é larga, possui canteiro central e é bastante arborizada. Ela tem passado por uma grande valorização nos últimos anos atraindo lançamentos de imóveis e serviços de alto padrão. Na avenida está situada a sede mundial da maior empresa de tecnologia do Brasil, a Totvs, possui comércios e serviços de alto padrão, tais como: Unidade do Hospital Israelita Albert Einstein, Fleury Diagnóstico, Delboni Diagnóstico, Alta Excelência Diagnóstico, Supermercado St. Marche, Churrascaria NB Steak, sorveterias, restaurantes, lanchonetes, farmácias e padarias. 